# Thomas H. Cave
Thomas H. Cave (* 16. Juli 1870 in Berlin, Vermont; † 20. Oktober 1958 in Barre, Vermont) war ein US-amerikanischer Bankmanager und Politiker, der von 1923 bis 1943 State Treasurer von Vermont war.

## Leben
Thomas H. Cave wurde als Sohn von Thomas H. Cave und Frances C. Doge Cace in Berlin, Vermont, geboren. Er besuchte die Union School in Montpelier, Vermont. 
Von 1899 bis 1901 war er Secretary der Granite Manufacturers Association in Barre. 1902 wechselte er zur National Bank of Barre. Zunächst bis 1906 als Buchhalter, von 1906 bis 1907 war er Stellvertretender Kassierer der Bank, danach Kassierer. Zudem war er Certified Public Accountant.
Als Mitglied der Republikanischen Partei wurde er für Barre 1910 in das Repräsentantenhaus von Vermont gewählt. Dort war er Vorsitzender des Ausschusses für das Bankwesen und Mitglied in zwei weiteren Ausschüssen. Im Jahr 1912 wurde er zum Stellvertretenden Treasurer von Vermont ernannt. Diese Position hatte er bis zu seiner Wahl zum Treasurer von Vermont im Jahr 1922 inne. Nach Benjamin Swan hatte er mit zwanzig Jahren die zweitlängste Amtszeit als Treasurer von Vermont.
Thomas H. Cave heiratete im Jahr 1906 Kate Humphrey Eastman. Er starb am 20. Oktober 1958 in Barre, Vermont. Sein Grab befindet sich auf dem Hope Cemetery in Barre.